# Reiner Putzger
Reiner Putzger (* 2. Januar 1940 in Dresden) ist ein deutscher Schriftsteller und Sprecherzieher. Er veröffentlichte überwiegend in der DDR und dort vor allem Lyrik und Pappbilderbücher.

## Leben
Reiner Putzger wurde 1940 in Dresden geboren. Er besuchte von 1946 bis 1954 die Grundschule in Dresden und entwickelte in dieser Zeit einen großen Spaß am Schreiben, auch als Verfasser von Spottversen auf Mitschüler.
Von 1954 bis 1956 absolvierte er eine Dreherlehre im VEB Zeiss-Ikon Dresden. In seinem Beruf als Dreher und Schleifer arbeitete er von 1956 bis 1959. Von 1959 bis 1961 holte er an der Arbeiter-und-Bauern-Fakultät in Dresden und Halle sein Abitur nach. Daran schloss sich von 1961 bis 1965 ein Studium der Sprechwissenschaft, Germanistik und Pädagogik an der Martin-Luther-Universität Halle-Wittenberg an. Nebenher arbeitete er als Kellner, Beifahrer und Transportarbeiter.
Ernsthaft begonnen, Gedichte zu schreiben, hat er während der Studentenzeit Anfang der 1960er Jahre. Er bemängelte an seinen eigenen Gedichten, dass sie zu sehr auf Alltagsdinge fokussiert seien statt auf „wirkliche Probleme“. Er bot sie Zeitungen und Verlagen an, nur ein paar wurden tatsächlich angenommen. Mit der Zeit verbesserte er sich, und nach 1964 nahm die Zahl an Veröffentlichungen von Lyrik und Prosa in Zeitungen, Zeitschriften und Anthologien zu.
Von 1965 bis 1971 war er Sprecherzieher an der Hochschule für Film und Fernsehen der DDR in Potsdam-Babelsberg, ab 1971 dann in Berlin an der Staatlichen Schauspielschule und an verschiedenen Theatern. Beim Deutschen Fernsehfunk in Berlin-Adlershof übte er dieselbe Tätigkeit bereits seit 1969 parallel zur Nachwuchsausbildung in Babelsberg aus. 1967 spielte Putzger in einer Nebenrolle in dem Film Kaule von Rainer Bär mit.
Außer den Veröffentlichungen in Zeitungen, Zeitschriften, Anthologien sowie mit Christa Müller und Maria Seidemann im Aufbau-Verlag im Gemeinschaftslyrikband Kieselsteine von 1975, verfasste Putzger literaturkritische Arbeiten für die Tagespresse und Liedtexte und andere Beiträge für Kindersendungen des Rundfunks und Fernsehens. Ab 1976 konzentrierte er sich auf das Schreiben von Kinderbüchern.
Nach der Wende 1990 arbeitete Putzger vorwiegend freiberuflich als Sprecherzieher unter anderem an der Hochschule der Künste Berlin im Studiengang Musical/Show, am Schauspielstudio Maria Körber Berlin, am Teatr Kreatur, am Institut für Musical und Musiktheater in Berlin-Neukölln und an der Schauspielschule Berlin des Europäischen Theaterinstituts (ETI).

## Werke

### Lyrik und Prosa
- Gegenwärtige USA-Reisen/Babelsberger Park/Für eine Freundin/Landschulpraktikum. In: Auswahl 70. Neue Lyrik – Neue Namen. Eingerichtet von Bernd Jentzsch. Verlag Neues Leben, Berlin 1970, S. 65–69.
- Ein Sommertag. In: Die vierte Laterne. Voranmeldung. Anthologie. Joachim Schmidt, Günter Schubert, Klaus-Dieter Sommer, Klaus Walther (Hrsg.), Mitteldeutscher Verlag, Halle (Saale) 1971, S. 44–62.
- Wohnort/Aber nun dieses Mädchen/Ich habe ein kleines Boot. In: Auswahl 72. Neue Lyrik – Neue Namen. Ausgewählt von Bernd Jentzsch, Holger J. Schubert und Wolfgang Trampe. Mit einer Vorbemerkung von Bernd Jentzsch. Verlag Neues Leben, Berlin 1972, S. 69–71.
- Ich habe ein kleines Boot. In: Christa Müller, Reiner Putzger, Maria Seidemann: Kieselsteine. Gedichte. Mit einer Nachbemerkung von Gerhard Wolf und Graphiken von Christian Heinze und Manfred Nitsche. Aufbau-Verlag, Berlin/Weimar 1975, S. 45–83. (33 Gedichte von Putzger unter dem Obertitel Ich habe ein kleines Boot)
- Am Morgen gehen wir auseinander. In: Don Juan überm Sund. Liebesgedichte. Herausgegeben und mit einer Nachbemerkung von Wulf Kirsten und Wolfgang Trampe. Aufbau-Verlag, Berlin/Weimar 1975, S. 151.
- Kinderjahre/Bauarbeiter. In: Das letzte Mahl mit der Geliebten. Gedichte. Herausgegeben von Rainer Kirsch und Manfred Wolter. Illustrationen von Lothar Sell. Eulenspiegel Verlag, Berlin 1975, S. 53/131.
- Im Rilakloster. In: Vor meinen Augen, hinter sieben Bergen. Gedichte vom Reisen. Eine Anthologie. Herausgegeben und mit einer Nachbemerkung von Ulrich Berkes und Wulf Kirsten. Aufbau-Verlag, Berlin/Weimar 1977, S. 121–122.
- In aller Kürze. In: Zwiebelmarkt. Komisches und Satirisches aus drei Jahrzehnten. Gedichte. Herausgegeben von Wolfgang Sellin und Manfred Wolter. Illustrationen von Lothar Sell. Eulenspiegel Verlag, Berlin 1978, S. 262.

Kurzer Besuch in vertrauter Gegend/Altes Paar/Abendspaziergang/Bei der Zahnärztin. In: Vom Geschmack der Wörter. Miniaturen. Herausgegeben von Joachim Walter. Bilder von Waltraut Fischer. Buchverlag der Morgen, Berlin 1980, S. 117–120.
Versuche mit Wolken/Alle Tage wieder. In: Wegzeichen. Ein Almanach. Ausgewählt und herausgegeben vom Lektorat des Union Verlages. Union Verlag Berlin, Berlin 1982, S. 75/99.
- A./Herr B./Sauna in M. In: Spuren im Spiegellicht. Eine Lyrik-Anthologie. Ausgewählt, herausgegeben und mit einem Vorwort von Karl Bongardt. Union Verlag Berlin, Berlin 1982, S. 137–142.
- Alle Tage wieder/Babelsberger Fenster/Baumblüte bei Glindow/In diesem Herbst/Herr B. In: Temperamente. Blätter für junge Literatur, Heft 4, Oktober 1982, Verlag Neues Leben, Berlin, S. 76–80.
- Lesung/Am stillen Orte. In: Der neue Zwiebelmarkt. Gedichte. Herausgegeben von Wolfgang Sellin und Manfred Wolter. Illustrationen von Lothar Sell. Eulenspiegel Verlag. Berlin 1988, S. 114.
- Außerdem häufig, aber in unregelmäßigen Abständen zwischen März 1966 und Januar 1980, Gedichte in der Neuen Deutschen Literatur.

### Kinder- und Jugendliteratur

#### Bilderbücher (Auswahl)
- (Zusammen mit Heinz Rodewald:) Wo schlafen die Tiere? Verlag für Lehrmittel, Pössneck 1976.
- (Zusammen mit Inge Gürtzig:) Mich rufen alle Jule. Der Kinderbuchverlag, Berlin 1976.
- (Zusammen mit Klaus Vonderwerth:) Fridolin und der kleine Spatz. Verlag für Lehrmittel, Pössneck 1977.
- (Zusammen mit Dagmar Elsner-Schwintowsky:) Der Bäcker fährt die Straßenbahn. Verlag für Lehrmittel, Pössneck 1978.
- (Zusammen mit Roswitha Grüttner:) Der Esel und das Himbeereis. Der Kinderbuchverlag, Berlin 1978.
- (Zusammen mit Heinz Rodewald:) Eins, zwei, drei, vier – wir sind alle hier. Verlag für Lehrmittel, Pössneck 1979.
- (Zusammen mit Roswitha Grüttner:) Ich kann alles, was ich will. Der Kinderbuchverlag, Berlin 1980, ISBN 3-358-00985-8.
- (Zusammen mit Dagmar Elsner-Schwintowsky:) Katrin kennt schon Farben. Verlag für Lehrmittel, Pössneck 1981.
- (Zusammen mit Konrad Golz:) Wohin rollt der Ball? Verlag für Lehrmittel, Pössneck 1984.
- (Zusammen mit Rainer Flieger:) Eins, zwei, drei, vier – wir sind alle hier. Verlag für Lehrmittel, Pössneck 1989, ISBN 3-7493-0164-6. (Neubearbeitung des Pappbilderbuches von 1979.)

#### Anthologie-Beiträge
- Unser Haus/Notiz über einen Bekannten/Liebeserklärung/ Der ganz besonders Vorsichtige. In: Die Zaubertruhe. Band 20. Ein Almanach für junge Mädchen. Herausgegeben von Ilse Ploog. Gestaltung Armin Wohlgemuth. Der Kinderbuchverlag, Berlin 1974, S. 11/155/197/252.
- Das Entenküken mit den großen Augen. In: Die Räuber gehen baden. Gute-Nacht-Geschichten von A bis Z. Illustriert von 52 Grafikern. Herausgegeben von Beate Hanspach und Fred Rodrian. Der Kinderbuchverlag, Berlin 1977, S. 142–144. (Auflage von 1984 u. d. T. Der Traumhut. Gute-Nacht-Geschichten von A bis Z.)
  - Auch in: Ich bin aber noch nicht müde! Geschichten für wache Kinder (= rororo-Rotfuchs; Nr. 316). Bilder von Katharina Joanowitsch. Herausgegeben von Renate Boldt und Gisela Krahl. Rowohlt Taschenbuchverlag, Reinbek bei Hamburg 1982, ISBN 3-499-20316-2, S. 25–28.
  - Auch in: Mein erstes Vorlesebuch von den Tieren (= Ravensburger Taschenbuch; Nr. 6064). Herausgegeben von Jutta Rade. Mit Bildern von Ingrid Heinsohn. Ravensburger Buchverlag Otto Maier, Ravensburg 1987, ISBN 3-473-56064-2, S. 13–15.
  - Auch in: Neue Gutenacht-Geschichten für ein ganzes Jahr. Gesammelt von Klaus Seehafer. Illustriert von Pieter Kunstreich. Patmos Verlag, Düsseldorf 1988, ISBN 3-491-79286-X, S. 58–60.
- Vater erzählt: Die Birke aus dem Jahre 49/Morgen ist der 1. Mai/Ich kann alles, was ich will/Die 5a und die Talente. In: Martin und die Sonne im Schrank. Illustrationen von Werner Klemke. Verlag Junge Welt, Berlin 1978, S. 38/56/62/81–84.
- Steige auf/Bekenntnis/Wie ich im Sommer lebe/Für Chile. In: Was sieht die Ringeltaube? Gedichte für Kinder. Gesammelt von Edith George, illustriert von Hans Ticha. Der Kinderbuchverlag, Berlin 1978, S. 16/17/66/105.
- Steig mit mir auf einen Berg. In: Da hockt’s im Moos zwei Spannen groß. Herausgegeben und mit einem Nachwort von Günter Kunert. Illustrationen von Jürg Furrer. Verlag Huber, Frauenfeld/Stuttgart 1980, ISBN 3-7193-0680-1, S. 182.
- 30. April/Auf dem Rummel/Abzählreime/Zu Besuch. In: Sieben Blumensträuße. Reime und Gedichte für den Kindergarten. Herausgegeben von Hans-Otto Tiede. Volk und Wissen, Berlin 1983, S. 23/52/74/218.
- Zeitansage/Ein Hund. In: Albert’s bunte Bilderbude. Band 1 und 2 in einem Band. Einband Manfred Bofinger. Zusammenstellung Armin Wohlgemuth. Der Kinderbuchverlag, Berlin 1987, ISBN 3-358-01366-9, S. 42/68.
- Zu Besuch. In: Ursula Remmers, Ursula Warmbold (Hrsg.): Meine Feste, deine Feste, kleine Feste. Gedichte für Kinder. Mit Illustrationen von Andreas Röckener. Reclam, Stuttgart 2013, ISBN 978-3-15-018998-6, S. 70.
- Außerdem Beiträge in den Jahrbüchern für Kinder des Kinderbuchverlags, Berlin, 1977 (Hauptsachtitel Die Katze sitzt im Fliederbaum), 1978 (Hauptsachtitel Im Walde haust das Märchenschwein), 1981 (Hauptsachtitel Eine kleine Fledermaus ruht sich auf der Zeder aus) und 1982 (Hauptsachtitel Die Hexe bürstet ihren Drachen).

#### Schulbuch-Beiträge (Auswahl)
- Flussbeobachtung. In: Aufbruch nach anderswo. Lesebuch für das 7. Schuljahr. Sabe Verlagsinstitut für Lehrmittel, Zürich 1994, ISBN 3-252-01040-2, S. 198.
- (Zusammen mit Horst Bartnitzky:) Der kleine Elefant. Zwei Geschichten von Tierkindern (= Lese-Reihe für die Grundschule. 1. und 2. Lesejahr). Klett-Grundschulverlag, Leipzig/Stuttgart/Düsseldorf 1995, ISBN 3-12-230332-9.

## Ganzseitige Vorstellungen in Zeitungen
- Reiner Putzger. In: Märkische Volksstimme, Potsdam, Beilage bei uns Nr. 35/1977, 9. September 1977.
- Reiner Putzger: Land zwischen Bäumen und Seen. In: Märkische Volksstimme, Potsdam, Beilage bei uns Nr. 31/1979, 31. August 1979 (Schriftsteller stellen vor; Folge XXVIII).